# Disques Vogue

Single der Deutschen Vogue, 1962

Disques Vogue, auch Vogue Records, ist ein französisches Musiklabel.

## Geschichte
Sie wurde 1947 von Charles Delaunay gegründet. Ursprünglich spezialisierte sie sich auf Jazz-Aufnahmen, vor allem von Künstlern wie Sidney Bechet, Django Reinhardt, Dizzy Gillespie, Lionel Hampton, Erroll Garner, Gerry Mulligan (Pleyel Concert) und Roy Eldridge (Roy Eldridge and His Little Jazz Vol. 1). Ende der 1950er Jahre expandierte Vogue in den Bereich der Popmusik.
In den 1960er Jahren kooperierte Vogue mit dem britischen Label Pye Nixa Records. 1962 gründete man das Tochterunternehmen Deutsche Vogue mit Sitz in Königsdorf bei Köln. Unter Musikproduzent Hans R. Beierlein, der an dem Unternehmen finanziell beteiligt war, konnte das Label in den folgenden Jahren zahlreiche Verkaufserfolge verbuchen. Zu den erfolgreichsten Veröffentlichungen der Deutschen Vogue zählten unter anderem Singles von Chris Andrews, Antoine, Guido Born, Petula Clark, Donovan, Andy Fisher, Françoise Hardy, Udo Jürgens, The Kinks, The Rivieras, The Searchers, Sandie Shaw, Pat Simon, Status Quo, Suzie und Dionne Warwick. Auch einige spätere Aufnahmen von Bill Haley erschienen 1969 auf dem Label. Die Produktion in Deutschland wurde 1971 eingestellt.
Der Künstlerkatalog von Vogue gehört heute zu Sony BMG.

## Deutsche Nummer-eins-Hits der Vogue
- Petula Clark – Monsieur (1962)
- Petula Clark – Downtown (1965)
- Chris Andrews – Yesterday Man (1966)
- John Fred & His Playboy Band – Judy in Disguise (With Glasses) (1968)